# Зелёный анархизм
Зелёный анархи́зм (или экоанархи́зм) — одно из направлений в анархизме, делающее акцент на экологических проблемах. На раннем этапе большое влияние оказали идеи американского анархо-индивидуалиста Генри Дэвида Торо и его книга «Уолден, или Жизнь в лесу». Некоторые зелёные анархисты называют себя анархо-примитивистами (или по-другому — антицивилизационными анархистами), хотя, безусловно, не все зелёные анархисты — примитивисты. Среди современных зелёных анархистов сильны критические настроения относительно современных технологий (но это не всегда подразумевает для них полный отказ от технологического развития).
Основные современные течения — анархо-примитивизм и социальная экология.

## История
Начало зелёному анархизму было положено в первую очередь работами индивидуалистского анархиста и трансценденталиста Генри Дэвида Торо. В своей книге «Уолден, или Жизнь в лесу» он защищает идеи опрощения и самодостаточности среди природы в противовес развитию индустриальной цивилизации. В конце XIX века возникает анархистский натуризм, соединивший в себе идеи анархизма и натуристской философии. Главным образом данные идеи получили распространение в кругах анархо-индивидуалистов в Испании, Франции и Португалии.
Существенное влияние оказали идеи Генри Дэвида Торо, Льва Николаевича Толстого и Элизе Реклю. Анархо-натуризм выступал за вегетарианство, свободную любовь, нудизм, экологистское мировоззрение в рамках и за пределами анархистских групп.
Зелёный анархизм содержит в себе элементы разных взаимосвязанных политико-философских теорий и социальных движений, таких как анархо-примитивизм, глубинная экология, социальная экология, феминизм, пост- и антилефтизм, ситуационизм, сюрреализм, неолуддизм, антииндустриализм и идеалы охотников-собирателей.
Несмотря на то, что зелёный анархизм развивал идеи, присутствовавшие в деятельности луддитов и трудах Жан-Жака Руссо, когда возник примитивизм, на него оказали непосредственное влияние работы теоретиков неомарксистской Франкфуртской школы Теодора Адорно и Герберта Маркузе, антропологи Маршалл Салинс и Ричард Боршей Ли и другие личности, такие как Льюис Мамфорд, Жан Бодрийяр и Гэри Снайдер.
Многие сторонники зелёного анархизма и примитивизма рассматривают Фреди Перлмана как современного предтечу своих идей.
Среди известных современных авторов, придерживающихся тех или иных направлений в зелёном анархизме, называют Деррика Дженсена, Джорджа Драффана, а также Джона Зерзана; положительно относящегося к технологическому развитию Мюррея Букчина и др., включая Алана Картера и Стюарта Дэвидсона.

## Критический анализ

### Цивилизация
Критический анализ зелёных анархистов сосредотачивает своё внимание на институтах доминирования, создающих общество и все вместе объединяющихся одним понятием «цивилизация». К таким институтам относятся государство, капитализм, индустриализм, глобализация, одомашнивание, патриархат, наука, технология и/или работа. По мнению зелёных анархистов, данные институты (все или какая-то часть из них, в зависимости от конкретного направления) деструктивны и являются неотъемлемой частью системы эксплуатации (в отношении людей и окружающей среды), поэтому они не могут быть реформированы. Данное движение решительно отвергает возможность отстаивания своих интересов посредством политики, предпочитая автономное и прямое действие, саботаж, восстание, биорегионализм и возвращение к дикой природе ради конструктивных перемен.
Цивилизация берётся как совокупность приведённых выше институтов, ответственных за уничтожение человеческой свободы и разрушение окружающей среды. Физически цивилизация отграничена одомашниванием растений, животных и людей (относительно последних, по мнению Джона Зерзана, начало этому прослеживается во времени, языке, искусстве и символической культуре). Сельское хозяйство, до возникновения которого люди часто жили автономными группами охотников-собирателей, ввело понятие излишков наряду с условиями для возникновения этих институтов. По сути, охотники-собиратели, чей образ жизни практиковался человечеством в течение примерно двух миллионов лет, считаются частью общеанархистской истории. Цивилизация часто рассматривается более как парадигма систем, нежели реальных вещей, и людей, находящихся вне естественной среды обитания. Это рассматривается как первый шаг и оправдание разрушения природы (и человечества).

### Технологии
Технология рассматривается зелёными анархистами в качестве комплексной системы, а не каких-либо конкретных физических инструментов. Технология, как утверждается, нуждается в эксплуатации окружающей среды путём разработки и добычи ресурсов, а также эксплуатации людей через труд, работу, а также рабство, индустриализм, специализацию и разделение труда. По мнению примитивистов, не существует «нейтральных» технологий, так как все вещи создаются в определённых условиях, с конкретными целями и функциональным назначением. Исходя из этого, анархо-примитивисты, как наиболее радикальное крыло зелёных, выступают в том числе против зелёных технологий, считая их не более чем попыткой реформирования существующей системы общественного устройства, построенной на эксплуатации, которая таким образом принесёт лишь видимость перемен и безвредности для окружающей среды. В свою очередь, другая часть зелёных анархистов предлагает вместо современных технологий использовать более «компактные» технологии, использующие максимально безвредные ресурсы, добываемые на месте.
Зелёные анархисты, такие как Мюррей Букчин, утверждают, что они вовсе не выступают за возвращение в каменный век, задаваясь вместо этого вопросами о человеческой действительности, и хотели бы, чтобы эти вопросы (вопросы о цивилизации) учитывались в действующей практике по созданию новых обществ, существующих без институтов доминирования, и при этом использовались действующими противниками существующей системы.

### Веганизм
Часть зелёных анархистов рассматривают веганизм в качестве составной части борьбы за свободу, здоровый образ жизни. Веганархизм — это политическая философия веганизма (точнее — освобождения животных) и зелёного анархизма, соединяющей данные направления в интересах социальной революции (Vegan Revolution). Такой подход подразумевает рассмотрение государства как ненужного и вредного института как для животных, так и для людей, а также практику строгого вегетарианства. Веганархисты рассматривают идеологию в качестве комбинированной теории или же считают обе эти философии, по сути дела, одним и тем же. Кроме того, этот подход описывается как гуманизм в отношении животных в рамках зелёного анархизма или же анархистское общественное движение по освобождению животных.
Термин был популяризирован в 1995-м году благодаря брошюре Брайена А. Доминика Animal Liberation and Social Revolution: A vegan perspective on anarchism or an anarchist perspective on veganism. Этот 18-страничный текст разъясняет, сколько молодых анархистов в 1990-е годы восприняли идеи глубинной экологии (гуманной в отношении животных) в качестве полноценной части политической философии зелёного анархизма. Вместе с тем, борьба за освобождение животных становится всё более и более подверженной влиянию анархистских идей и традиций, тем самым все более способствуя распространению веганархизма.

## Предлагаемые решения
Многие зелёные анархисты считают, что небольшие экопоселения (не более чем на несколько сотен человек) являются наиболее приемлемыми и предпочтительными для цивилизации и что инфраструктура и политические системы должны быть реорганизованы, чтобы гарантировать их функционирование. Зелёные анархисты утверждают, что социальные институты должны быть направлены на взаимодействие с силами природы, а не против них.
Многие зелёные анархисты считают, что традиционные формы общественной организации, такие как деревня, небольшие групповые поселения или поселения племенного типа, являются предпочтительными для человеческой жизни, и не по причине своей «дикости», имеющей некое духовное превосходство, но потому что подобные общественные организации, как представляется их сторонникам, работают лучше того, что имеется в современной индустриальной цивилизации. Семья, по мнению многих зелёных анархистов, является более важным фактором, нежели те роли, которые создает человеку его трудовая принадлежность. Философия зелёного анархизма может быть объяснена как интерпретация антропологических и биологических истин, или же естественное право.
Некоторые зелёные анархисты, идентифицирующие себя в качестве примитивистов, являются сторонниками «возвращения к дикости» и кочевому образу жизни охотников-собирателей, в то время как другая часть зелёных анархистов выступает против существующей индустриальной цивилизации, но вовсе не обязательно против одомашнивания или сельского хозяйства. Из ключевых теоретиков к первой тенденции можно отнести Деррика Дженсена и Джона Зерзана, в то время как, например, «Унабомбер» Теодор Качинский относится ко второй, несмотря на то, что границы между ними представляются размытыми и при этом как Дженсен, так и Зерзан положительно отзываются о некоторых формах пермакультуры. Другие же зелёные анархисты, главным образом технопозитивисты, предлагают другие формы организации, такие как аркология или технатес (technates).
Многие зелёные анархисты предпочитают сосредотачивать своё внимание не на философских проблемах будущего общества, а на защите земли и социальной революции в настоящем. Современные системы сопротивления и создание альтернативных, устойчивых способов жизни часто считают более важными, чем просто фривольные протесты.

## Прямое действие
Большинство зелёных анархистов активно продвигают и пропагандируют свои идеалы, и некоторые из них принимают участие в акциях прямого действия. Некоторые из них участвуют в работе таких организаций, как Earth First!, Сила Корня (Root Force), или в более радикальных, таких, как Фронт освобождения Земли (ELF), Армия освобождения Земли (АОЗ), Фронт освобождения животных (ALF). Они участвуют в акциях протеста против того, что они воспринимают как часть системы угнетения: трелёвка (лесозаготовка), отрасли мясо-молочной индустрии, лаборатории, в которых ставятся опыты на животных, структуры генной инженерии, а также (хотя и реже) правительственные учреждения.
Их действия, как правило (но не всегда), носят ненасильственный характер. Не всегда, но часто активисты зелёного анархистского движения, в тех случаях, когда хотят взять на себя ответственность за акции насильственного характера, используют такие названия, как Милиция за права животных (Animal Rights Militia), Управление юстиции (Justice Department) или Революционные ячейки (Revolutionary Cells).

### на русском языке
- Торо Г. [lib.ru/INPROZ/TORO/walden.txt «Уолден, или Жизнь в лесу»]
- Работы Мюррея Букчина

### на английском языке
- Murray Bookchin’s collected works
- Green Anarchy
- REWILD.info Архивная копия от 21 февраля 2009 на Wayback Machine
- Primitivism
- Tiamat Publications Архивная копия от 21 февраля 2014 на Wayback Machine
- Beyond the Symbolic and towards the Collapse — introduction to John Zerzan’s conferences in Montreal by Layla AR